# Tully Blanchard
Tully Blanchard (* 22. Januar 1954 in San Antonio, Texas) ist ein aktiver US-amerikanischer Wrestler, der besonders als Gründungsmitglied der bekannten Wrestlinggruppierung Four Horsemen bekannt wurde. Er steht aktuell bei All Elite Wrestling unter Vertrag und tritt dort als Manager regelmäßig in deren Shows auf.

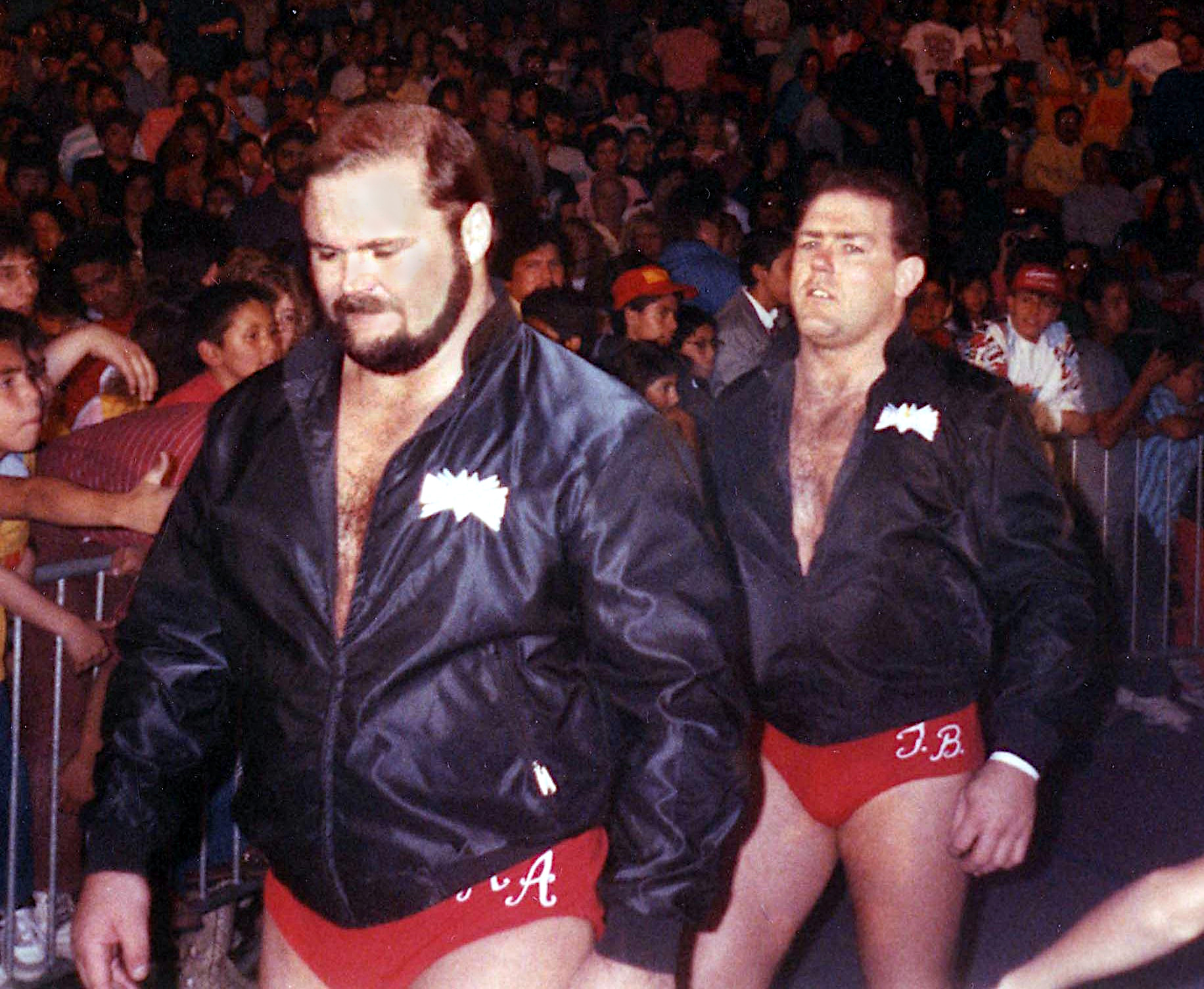
Tully Blanchard (rechts) mit Arn Anderson

## Karriere
Durch seinen Vater Joe, der ein Wrestlingpromoter im Südwesten der USA war, kam Tully Blanchard recht früh mit Wrestling in Kontakt. Während seiner Zeit an der Texas State University spielte er American Football. Zu seinen Teamkollegen gehörten mit Merced Solis und Ted DiBiase weitere Leute, die sich später im Wrestlinggeschäft einen Namen machen sollten.
In der Promotion seines Vaters verdingte sich Blanchard zunächst als Ringrichter, Booker und Produzent, bevor er 1975 selbst aktiver Wrestler wurde. In den ersten Jahren machte er insbesondere im Tag Team Dynamic Duo mit Gino Hernandez auf sich aufmerksam.
1984 verpflichtete ihn die zur National Wrestling Alliance gehörende Jim Crockett Promotion. Dort machte er sich mit Matches gegen Ricky Steamboat und Dusty Rhodes einen Namen, so dass man ihn den US Heavyweight Title sowie die NWA National Heavyweight Championshipgewinnen ließ.
1985 wurde Blanchard in eine Gruppierung mit Ole Anderson, der Blanchards Cousin mimte, Arn Anderson und Ric Flair eingefügt. Unter dem Namen The Four Horsemen wurden sie zu einem der erfolgreichsten Stables aller Zeiten, deren Auftritte große Zuschauerzahlen anzogen.
Gemeinsam mit Arn Anderson durfte Blanchard die NWA World Tag Team Championship gewinnen.
Im Oktober 1988 wechselten Anderson und Blanchard in die World Wrestling Federation (heute WWE), wo sie unter dem Namen The Brain Busters ebenfalls World Tag Team Champions wurden. Damit hatten sie binnen eines Jahres die beiden prestigeträchtigsten Tag Team Titel der damaligen Zeit errungen.
1989 stand Blanchard kurz vor einem Wechsel in die Konkurrenzpromotion World Championship Wrestling, als ihm Kokainkonsum nachgewiesen wurde. Danach konnte er bei keiner der beiden großen nordamerikanischen Ligen mehr einen Vertrag erlangen.
Schließlich entdeckte Blanchard die Religion für sich und schloss sich den Wiedergeborenen Christen an. Mittlerweile arbeitet er als Priester.
Wrestlerisch trat er ab diesem Zeitpunkt nicht mehr groß in Erscheinung. Mitte der 1990er Jahre trat er kurz in der ECW auf, in die sein Wrestlingstil allerdings nicht passte. Zudem durfte er – an der Seite von Barry Windham – noch einmal den NWA World Tag Team Title gewinnen, der allerdings zu diesem Zeitpunkt an Bedeutung verloren hatten.
2012 wurde er als Teil der Four Horsemen in die WWE Hall of Fame aufgenommen.
Seit 2019 tritt er als Manager an der Seite von Shawn Spears bei All Elite Wrestling auf.